# Северный Пашняк

Северный Пашняк — река в России, протекает в Койгородском районе Республики Коми и в Нагорском районе Кировской области. Устье реки находится в 8,6 км по правому берегу реки Пашняк. Длина реки составляет 13 км.
Исток реки на Северных Увалах на территории Республики Коми близ границы с Кировской областью в 37 км к юго-западу от посёлка Кажым. Вскоре после истока река перетекает в Кировскую область. Река течёт на юго-запад, всё течение проходит по ненаселённому лесу. Впадает в Пашняк в 6 км к северу от посёлка Красная Речка (Кобринское сельское поселение).

## Данные водного реестра
По данным государственного водного реестра России относится к Камскому бассейновому округу, водохозяйственный участок реки — Вятка от истока до города Киров, без реки Чепца, речной подбассейн реки — Вятка. Речной бассейн реки — Кама.
По данным геоинформационной системы водохозяйственного районирования территории РФ, подготовленной Федеральным агентством водных ресурсов:
- Код водного объекта в государственном водном реестре — 10010300212111100030856
- Код по гидрологической изученности (ГИ) — 111103085
- Код бассейна — 10.01.03.002
- Номер тома по ГИ — 11
- Выпуск по ГИ — 1